# Derny

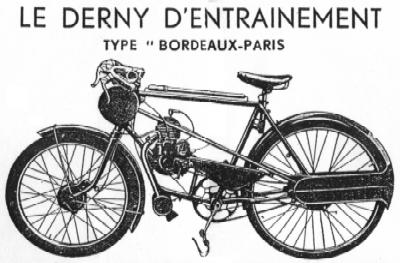
En Äkta Derny käns igen på bensintanken framför styret. Motorn var på 98 cc och toppfarten 70 km/tim.

En Derny är en typ av motorcykel (eller snarare motor-cykel, en cykel med hjälpmotor – likt äldre mopeder), som används som farthållare (pace) vid vissa cykeltävlingar, där cyklisterna utnyttjar slipstreamen bakom dernyn.
Namnet kommer från en typ av motor-cyklar som tillverkades av företaget Robert Derny et fils ("R.D. och söner") i Paris från 1938 till 1957 (även tandemvarianter tillverkades), vilka blev standard vid franska cykeltävlingar (det franska cykelförbundet hade avtal med Derny som tillverkade en speciell modell kallad "Entrainement" för cykeltävlingar). Namnet överfördes sedan till alla märken av "mopeder" som används för farthållning i cykellopp.
Dernys har använts både på landsväg (exempelvis i Bordeaux–Paris och Critérium des As, där deltagarna inledningsvis fick cykla själva, men från en viss punkt fick de hjälp av dernys) och på bana. På bana används de fortfarande i grenen keirin, där en derny anför hela fältet under de tre inledande varven (på en 250-metersbana) och när tre varv återstår, och dernyn kör i 50 km/tim, släpps loppet fritt (i keirin används numera ofta el-mopeder, vilka infördes vid London Track World Cup 2014.). Ibland (från 1978 till 1990 även vid Världsmästerskapen i bancykling samt 1962–1991 och 2000–2019 vid Europamästerskapen) körs en typ av lopp, kallad "derny", där varje cyklist har en egen derny som farthållare.
För en derny (av UCI kallad "moped") använd i grenen derny gäller att den har pedaler, att cylindervolymen får vara högst 100 kubikcentimeter och att den har fastnav (pedalerna måste alltså följa med bakhjulet - framdrevet är således väldigt stort, dock maximalt 38 centimeter i diameter). Det finns därtill åtskilliga regler om mått och utförande. Vid dessa lopp skall dernyn motsvara en framförvarande cyklist och förarens klädsel skall också vara därefter, enligt UCI:s regler...
En mera normal motorcykel (av UCI kallad "motorcykel"), pedallös, används i så kallade stayerlopp. På en sådan sitter ("står") föraren upprätt över bakhjulet och styret är för förlängt bakåt. Cylindervolymen på en stayer-mc skall vara mellan 500 och 1000 kubikcentimeter. Även dessa har diverse bestämmelser om mått och liknande vilka regleras i UCI:s regelverk.

## Bildgalleri

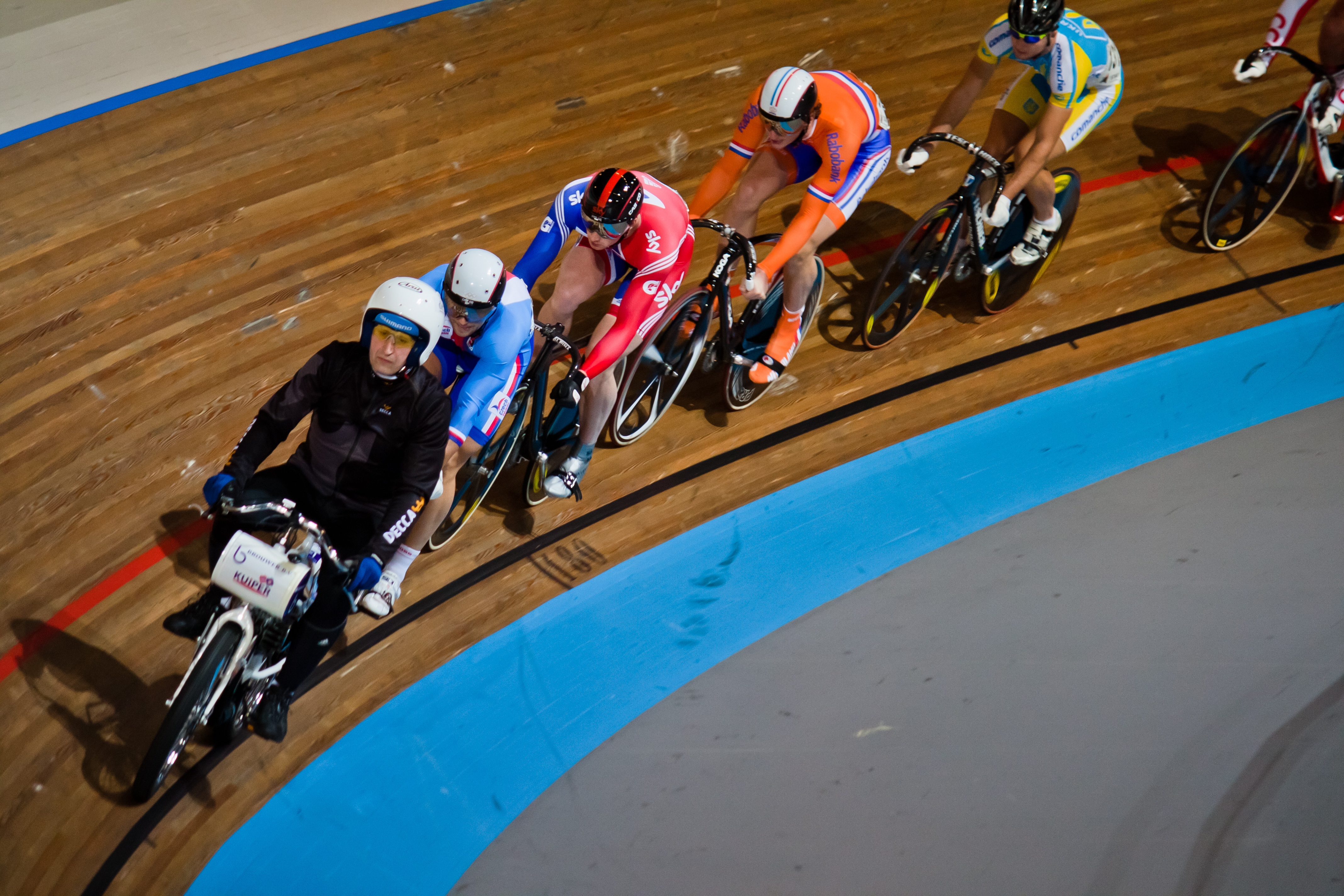
Keirinlopp vid EM 2011. I keirin anför en derny hela fältet.
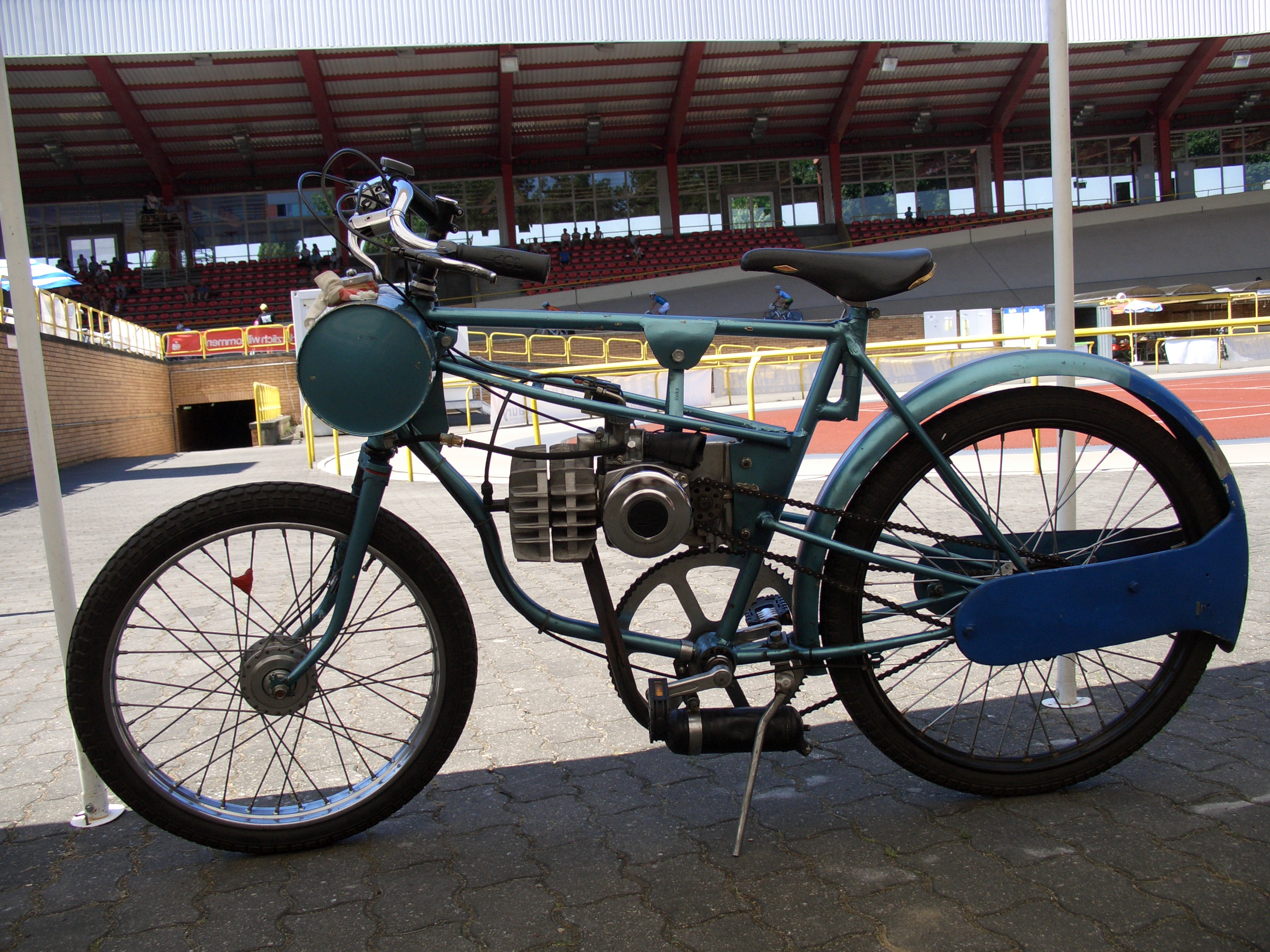
Derny från 2010.
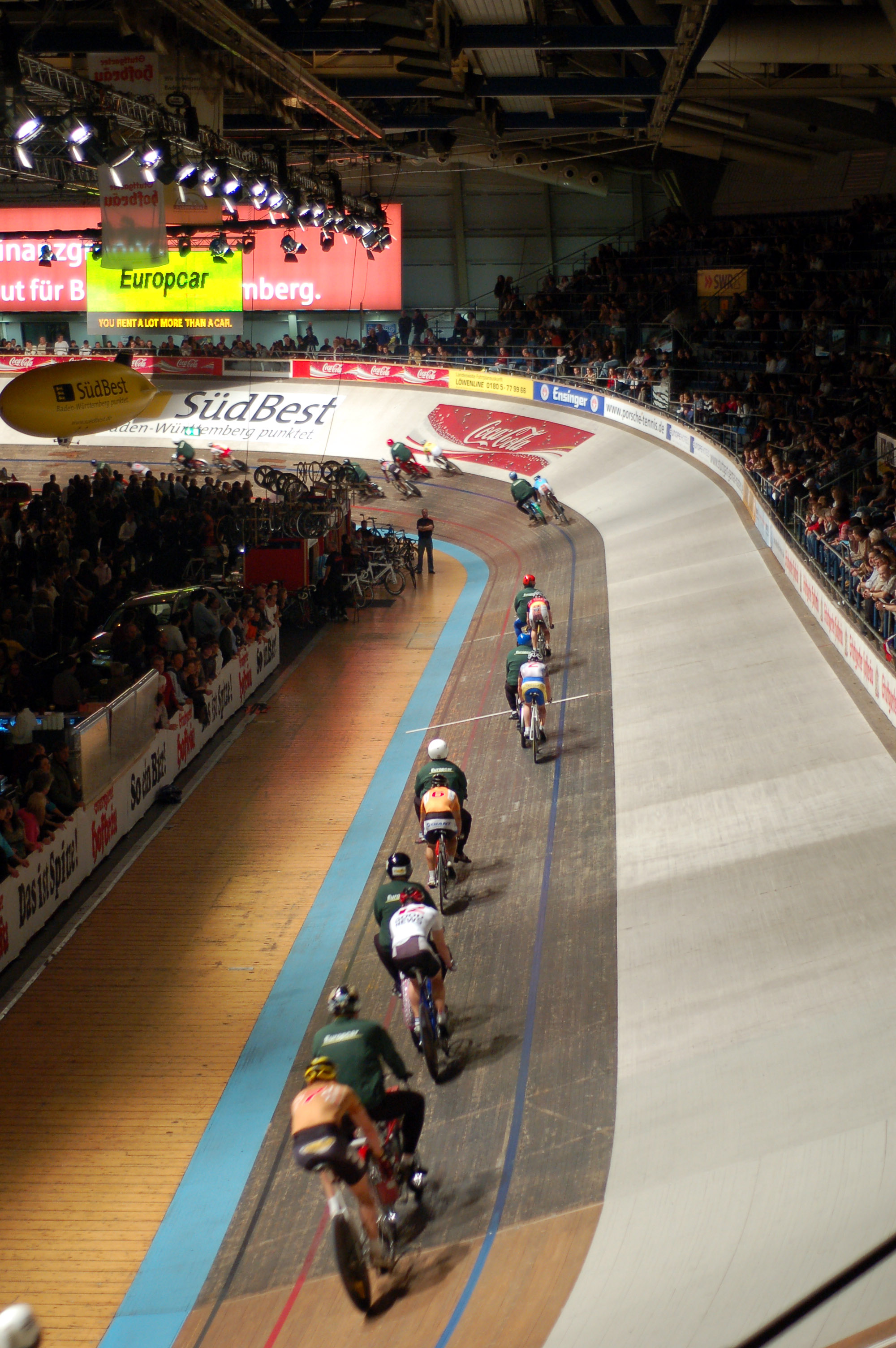
Dernylopp vid Stuttgarts sexdagars 2008. Notera att varje cyklist ligger bakom varsin derny. Cyklisten kommunicerar med dernyföraren vilken fart denne skall hålla.
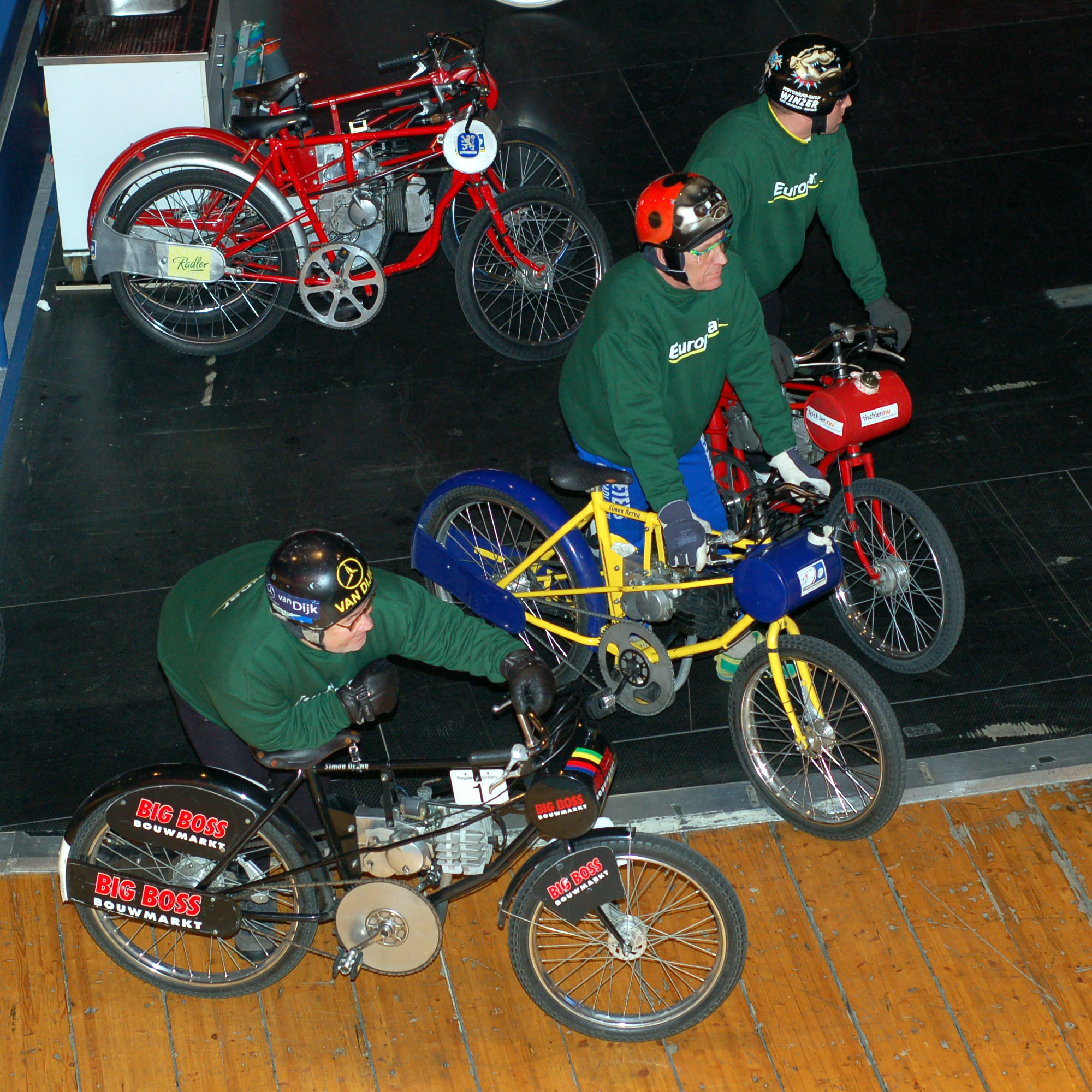
Fem dernys (och tre förare) vid Stuttgarts sexdagars 2008.
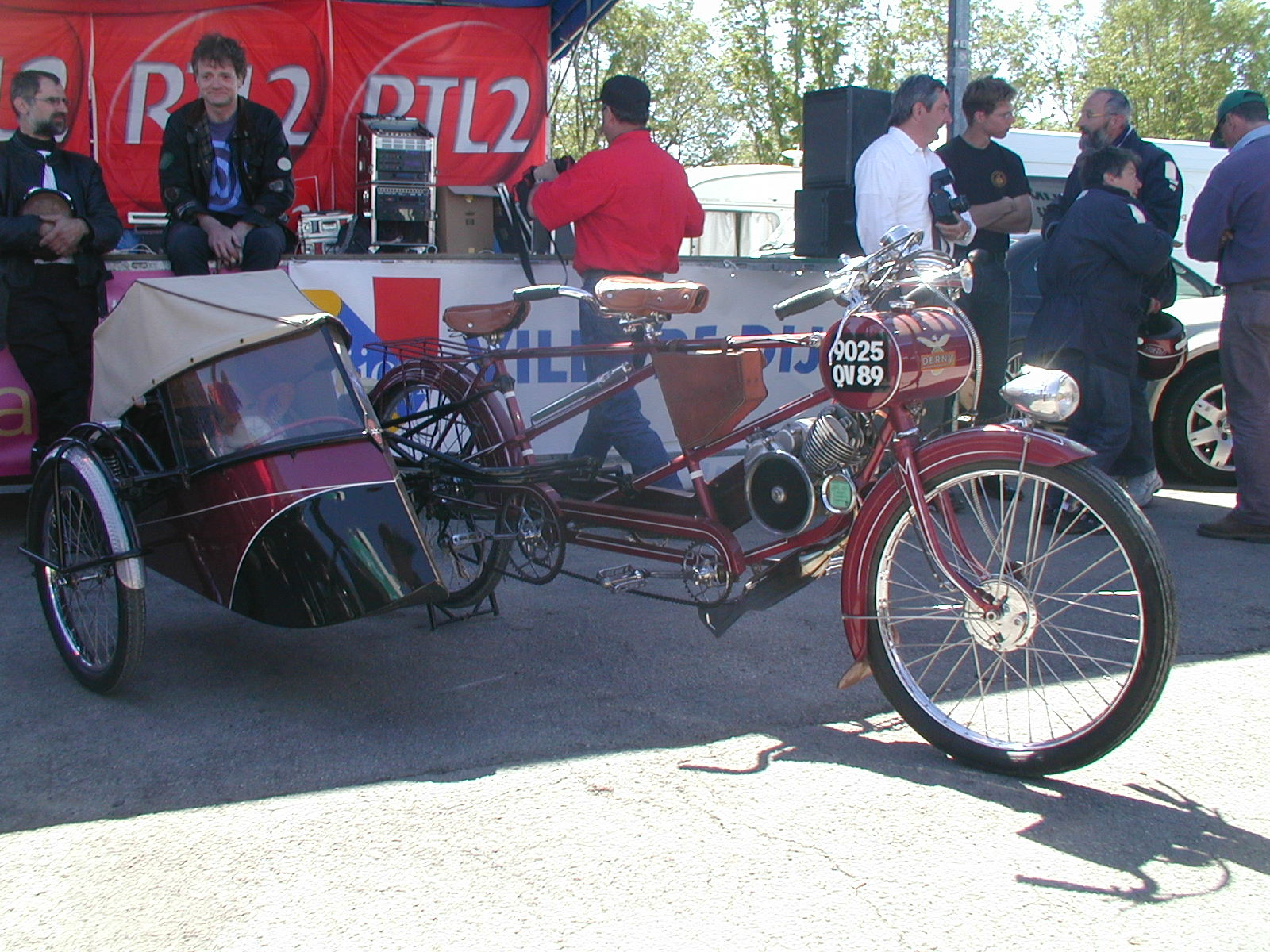
En antik tandem, med sidvagn för ett barn, av fabrikatet Derny
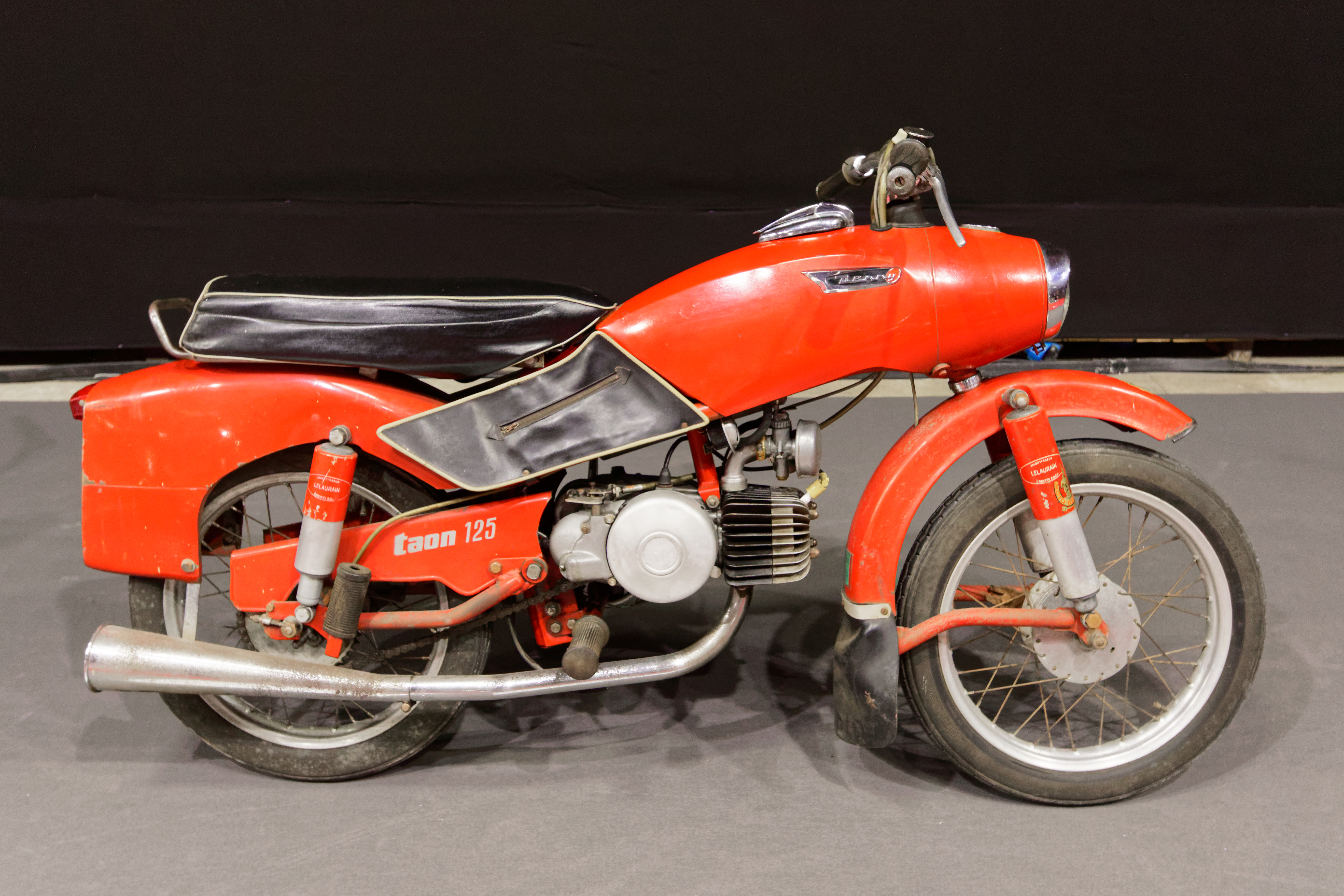
En mer normal motorcykel från 1957 tillverkad av Derny (som inte bara gjorde "dernys").
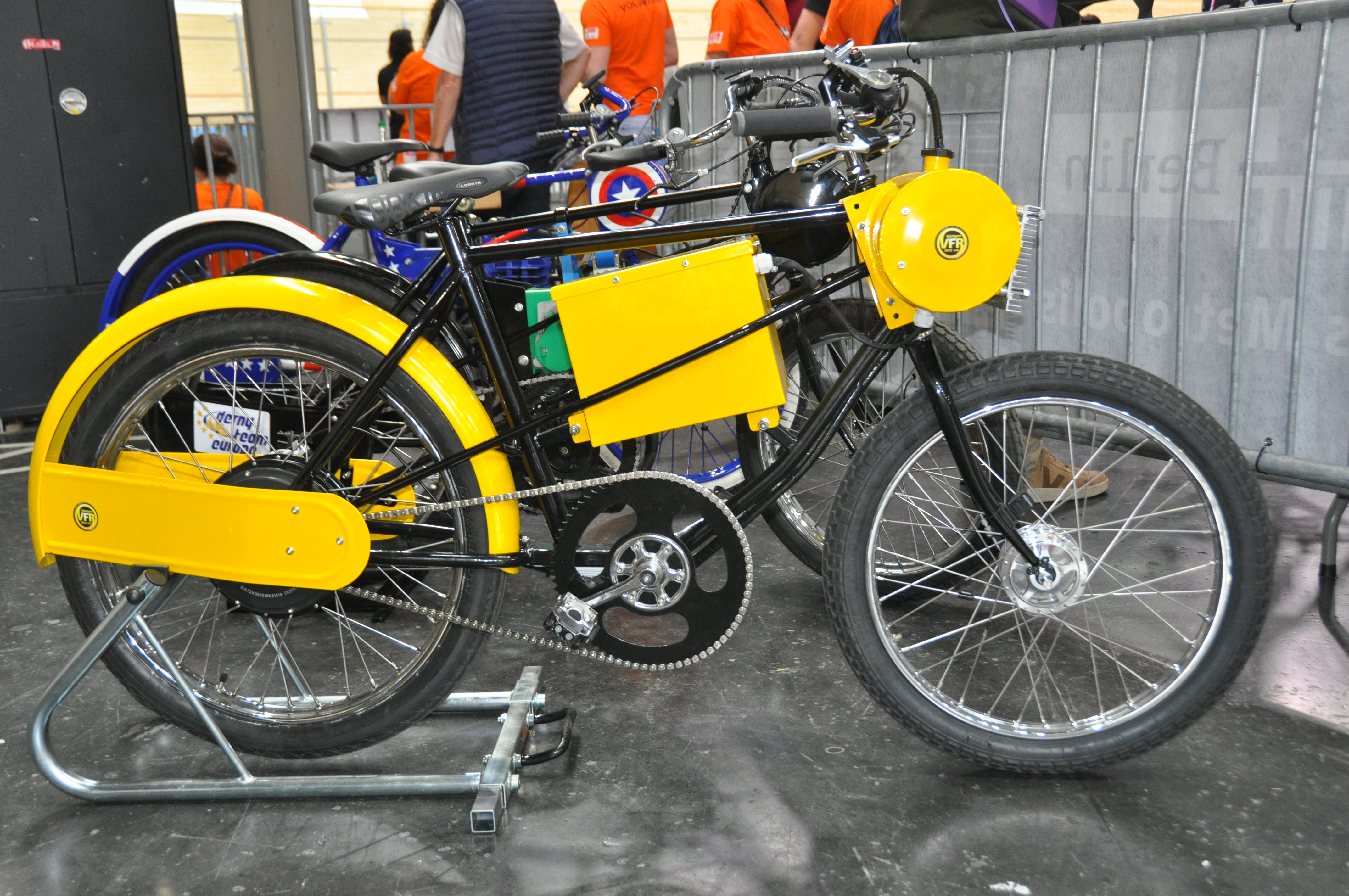
El-dernys från ban-VM 2020. "Bensintanken" är föreskriven i UCI:s regelverk
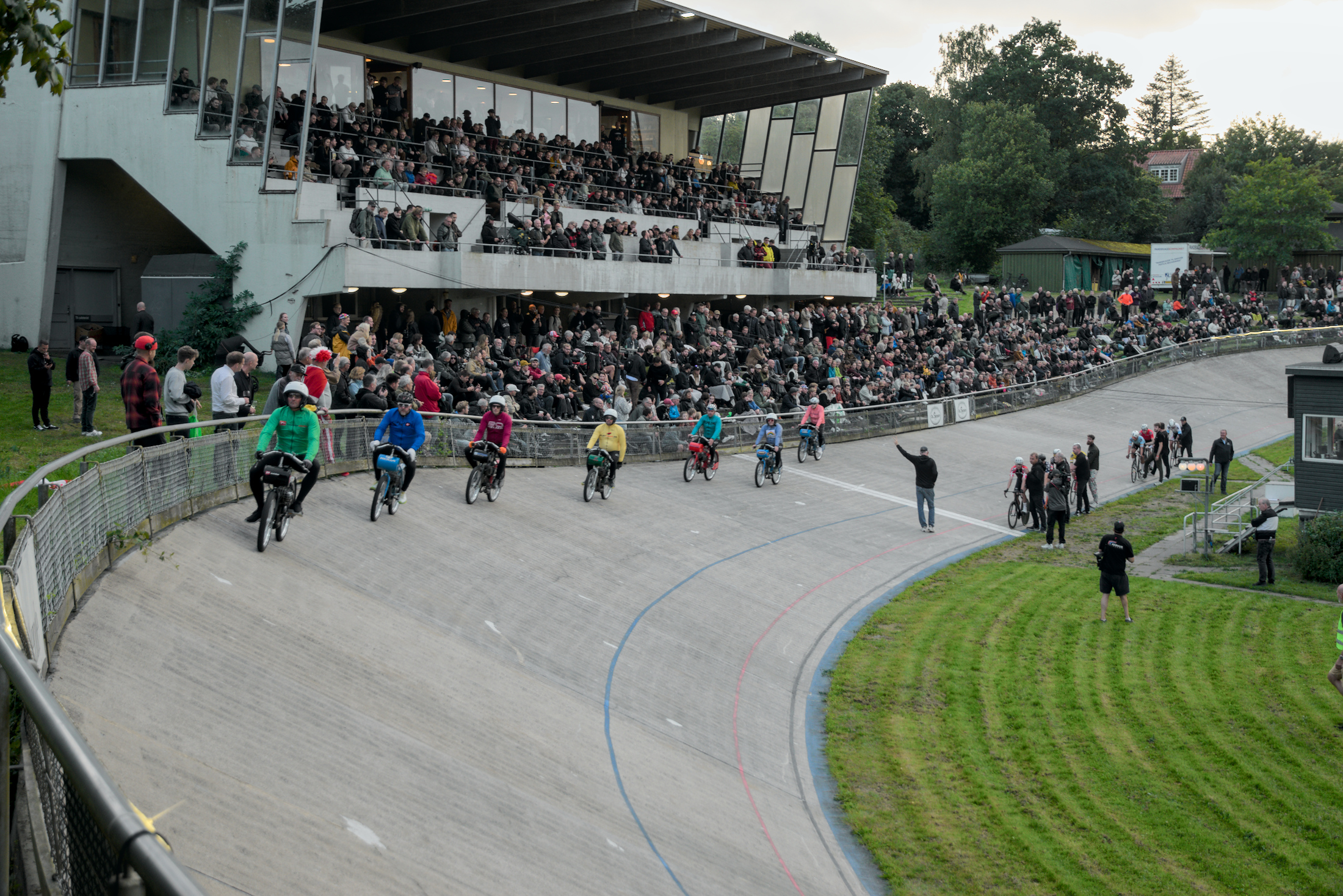
Inför starten av ett dernylopp i Århus 2024. Enligt UCI:s regelverk skall dernyföraren ha en cykeltröja, och eventuellt en kortärmad jumper, och cykelshorts – men detta är en nationell tävling..
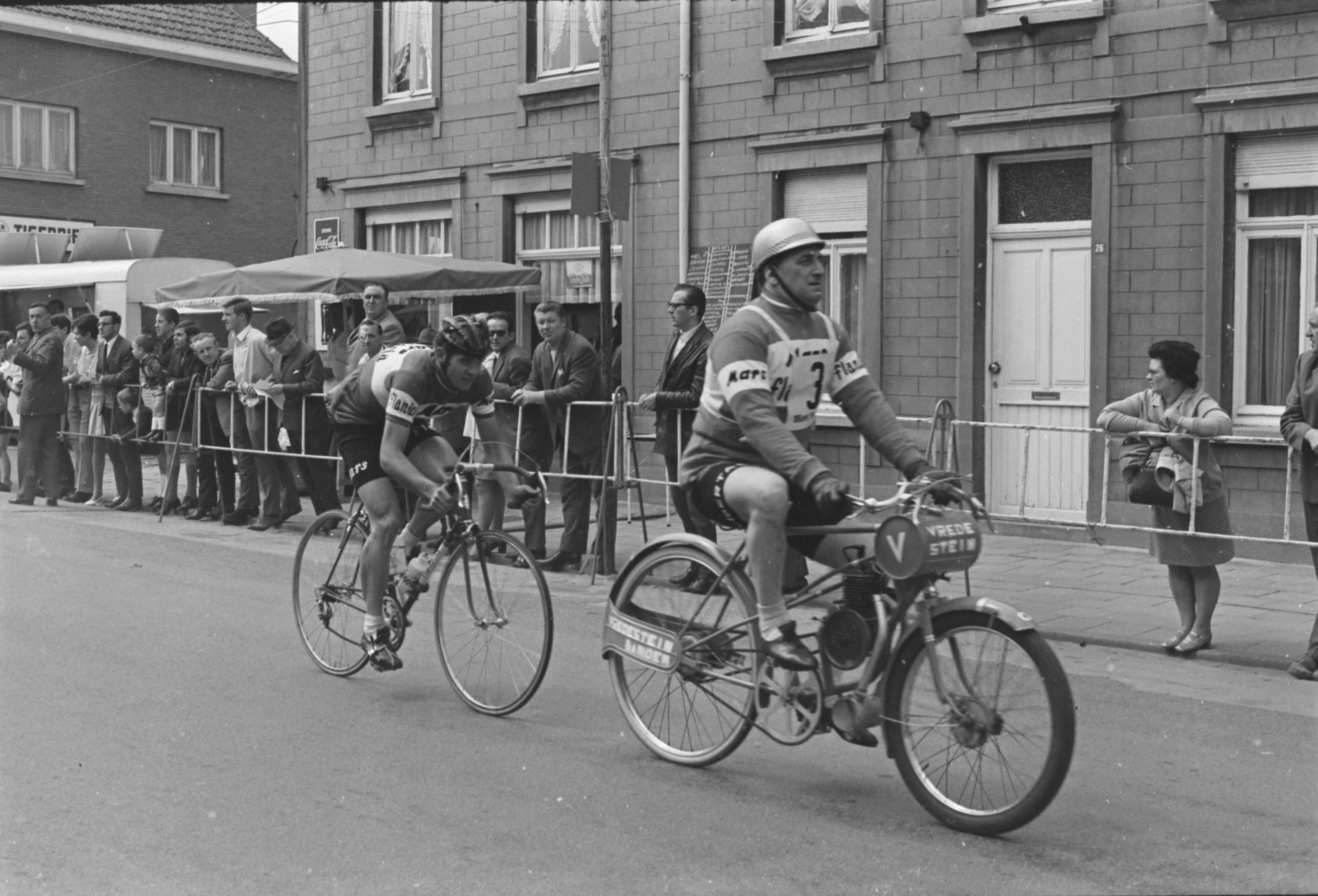
Jean-Pierre Monseré bakom en derny vid Bryssel–Meulebeke 1970.
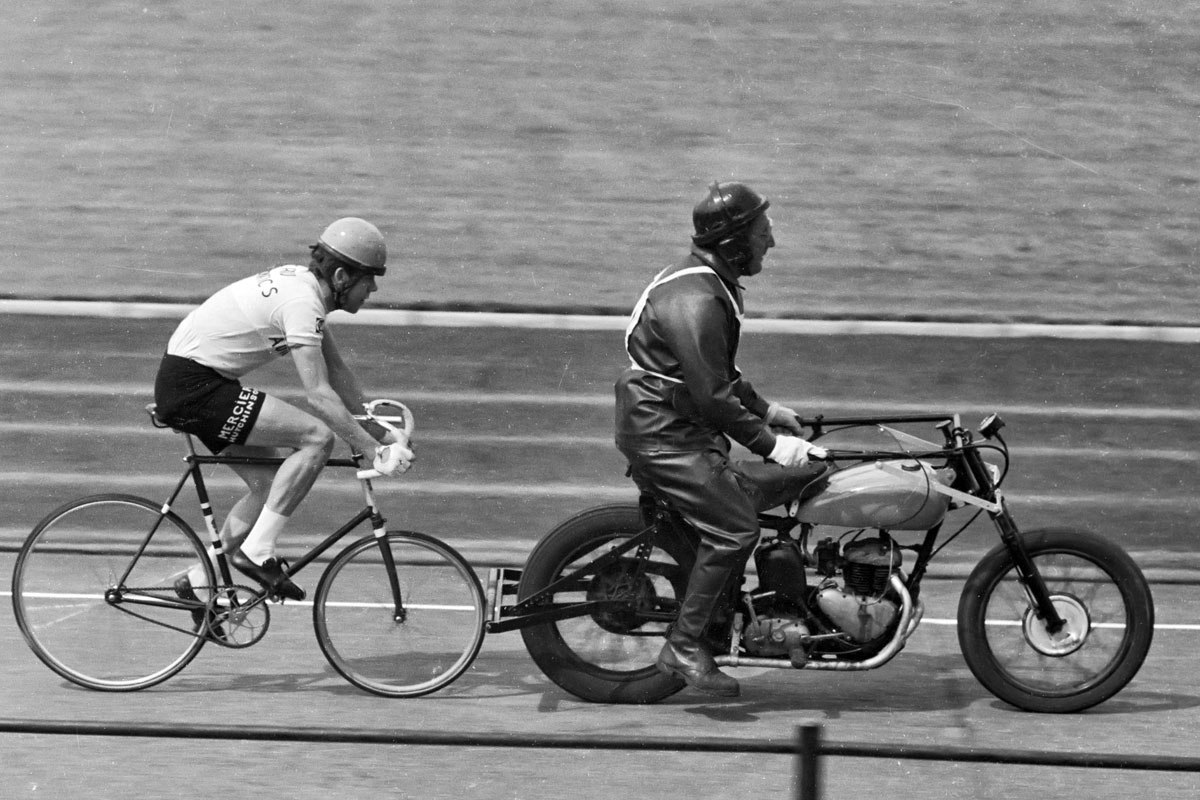
Ett stayerlopp på 1960-talet. Föraren "står" över bakhjulet för att ge bättre lä. Notera det förlängda styret. Notera också rullen framför cykelns framhjul – här ligger cyklisten bokstavligen "på rulle".
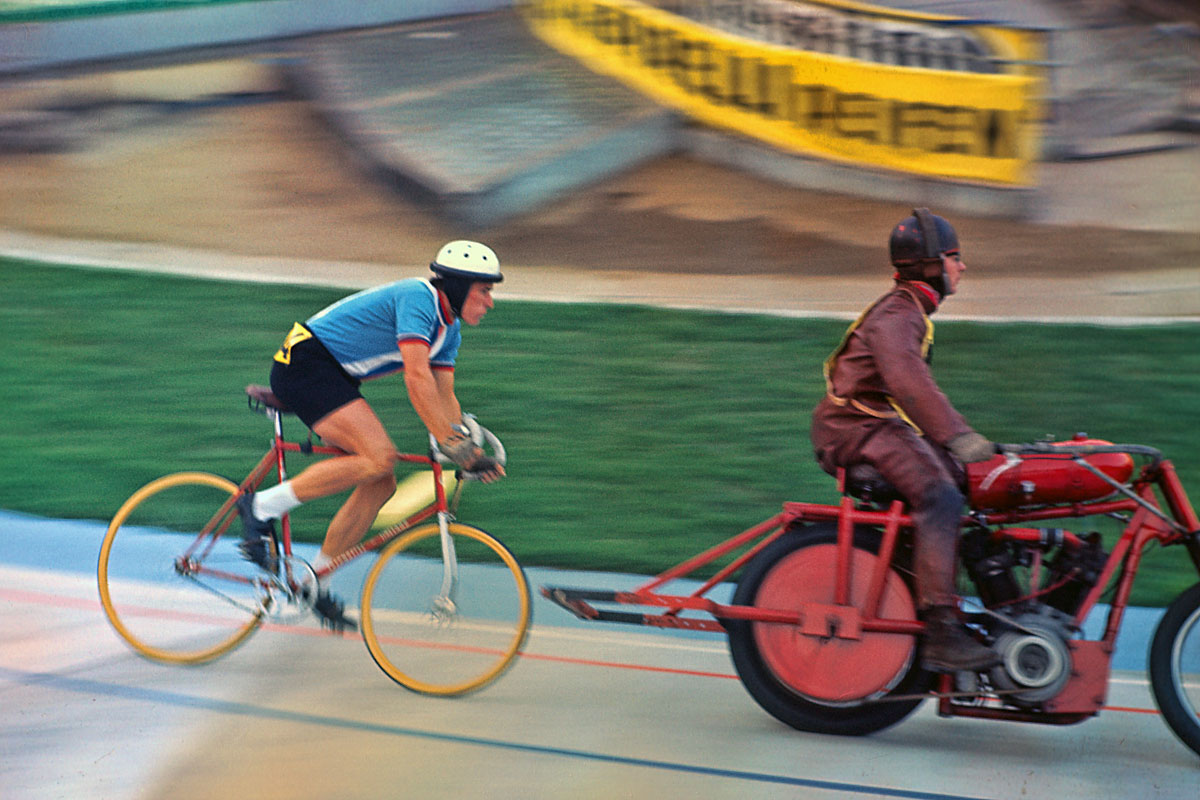
Stayerlopp vid VM i Frankfurt 1966.
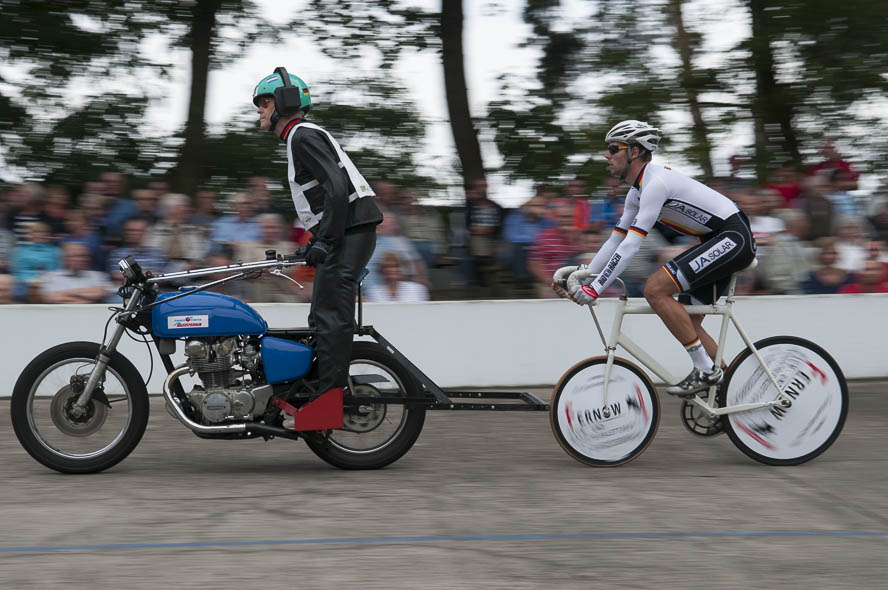
EM i stayer 2013. Florian Fernow (stayer) på cykel bakom Peter Bäuerlein (pacer).
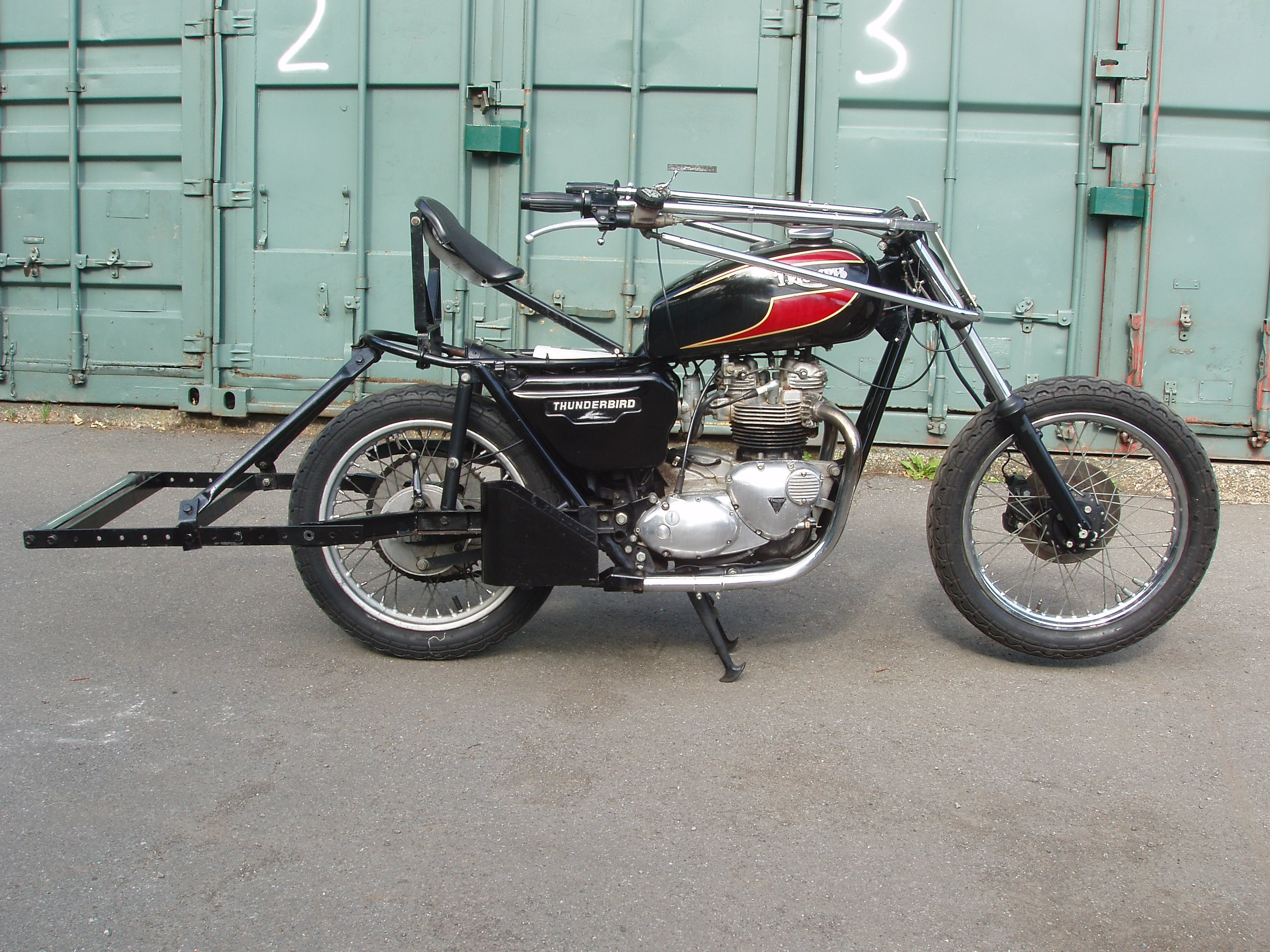
Triumph TR65 Thunderbird stayer-mc. Den högst 3,5 cm breda rullen bakom fordondet skall vara 60 cm lång, ha en axelhöjd över marken på 33,5 cm och sitta 60 till 80 centimeter bakom baknavet (reglerbar i femcentimeterssteg).
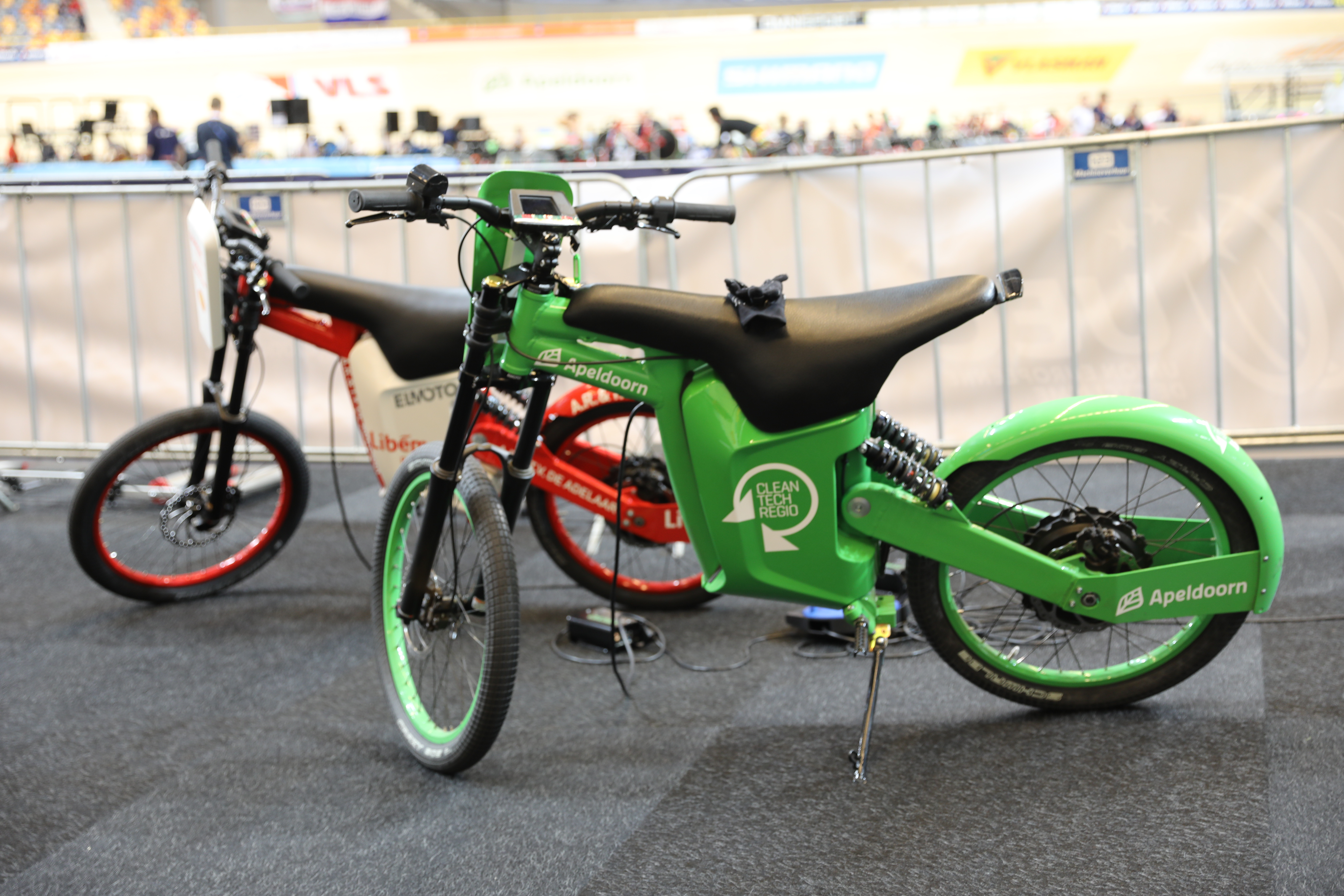
Moderna el-mopeder. Här två stycken använda för keirin vid Europamästerskapen i bancykling 2019.

## Europamästerskap

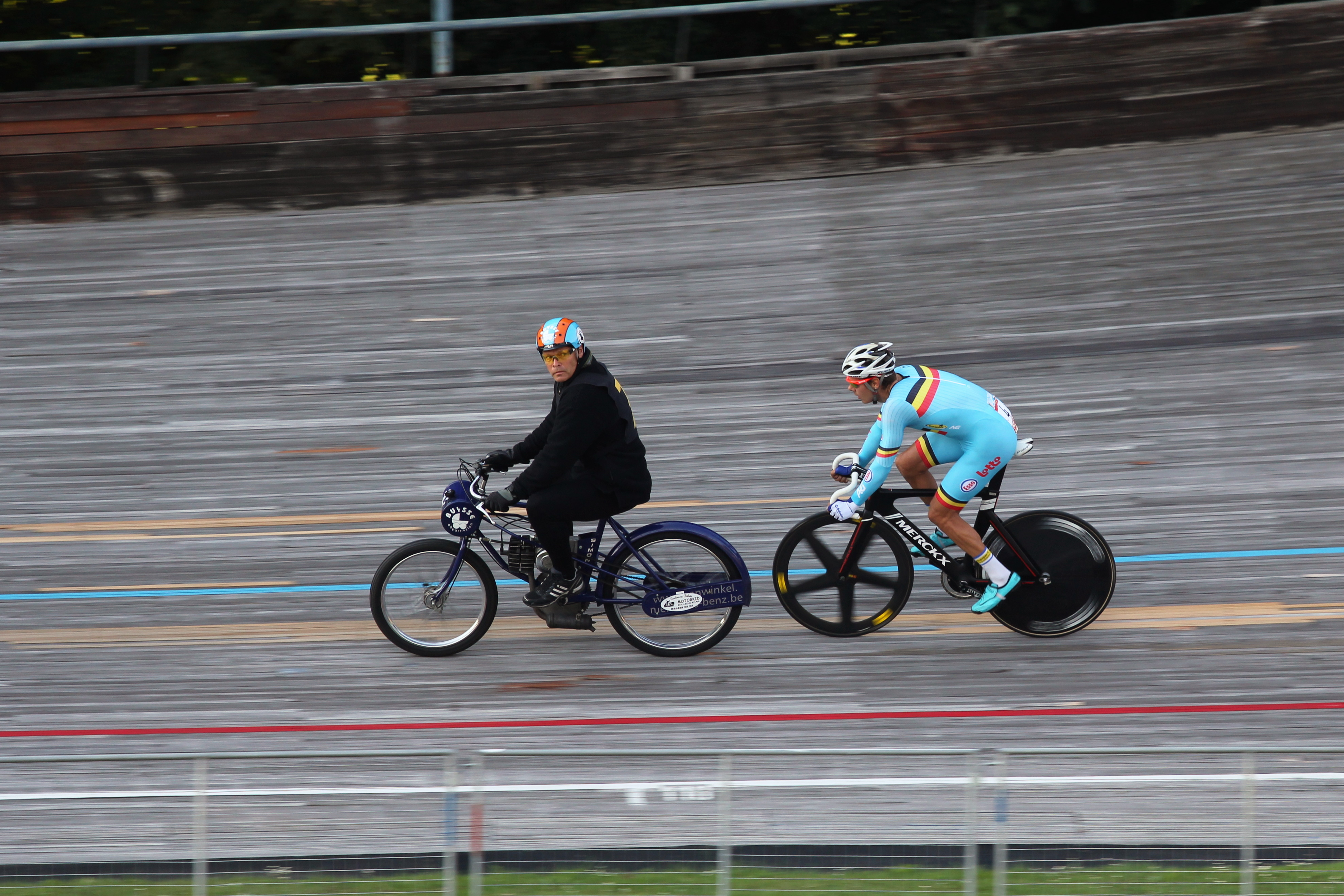
Belgarna Kenny De Ketele (cykel) och Michel Vaarten (derny) vid EM på Hannovers utomhusvelodrom 22 augusti 2015.

### Derny
Europamästerskap i derny var separata tävlingar (de avhölls vanligen inte tillsammans med europamästerskap i andra discipliner, men många undantag fanns) som arrangerades från 1962 till 1971 av Union Européenne des Vélodromes d‘Hiver, varefter FICP (Fédération Internationale de Cyclisme Professionnel) tog över 1972. UEC bildades 1990 och tog efter vintern 1990/1991 över efter FICP, men arrangerade inget dernymästerskap förrän år 2000. 2018 och 2019 kördes dernymästerskapen tillsammans med stayermästerskapen och en damklass i derny infördes 2019. 2020 ställdes EM i derny in på grund av coronapandemin och det har inte arrangerats sedan dess (2024).
Fram till UEC:s övertagande av tävlingarna var de öppna även för icke-européer.

#### Herrar[13]
| År                              | Vinnare          | Tvåa                | Trea                    |
| "Europeiska vintermästerskapen" |                  |                     |                         |
| 1962                            | Peter Post       | Klaus Bugdahl       | Rik Van Looy            |
| 1963                            | Peter Post       | Rik Van Steenbergen | Palle Lykke Jensen      |
| 1964                            | Peter Post       | Rik Van Steenbergen | Palle Lykke Jensen      |
| 1965                            | Peter Post       | Theo Verschueren    | Guillaume Van Tongerloo |
| 1966                            | Peter Post       | Leo Proost          | Jaap Oudkerk            |
| 1967                            | Peter Post       | Palle Lykke Jensen  | Wolfgang Schulze        |
| 1968                            | Theo Verschueren | Leo Proost          | Peter Post              |
| 1969                            | Peter Post       | Theo Verschueren    | Leo Proost              |
| 1970                            | Peter Post       | Theo Verschueren    | Romain De Loof          |
| 1971                            | Theo Verschueren | Leo Duyndam         | Alain Van Lancker       |
| FICP:s europamästerskap         |                  |                     |                         |
| 1972                            | Theo Verschueren | Graeme Gilmore      | Hans Junkermann         |
| 1973                            | Theo Verschueren | Cees Stam           | Ferdinand Bracke        |
| 1974                            | Theo Verschueren | René Pijnen         | Graeme Gilmore          |
| 1975                            | Günter Haritz    | Graeme Gilmore      | Cees Stam               |
| 1976                            | Ole Ritter       | Dieter Kemper       | Cees Stam               |
| 1977                            | Patrick Sercu    | Dieter Kemper       | Ole Ritter              |
| 1978                            | René Pijnen      | Patrick Sercu       | Martin Venix            |
| 1979                            | Dietrich Thurau  | René Pijnen         | Roman Hermann           |
| 1980                            | Dietrich Thurau  | Patrick Sercu       | Martin Venix            |
| 1981                            | Gerrie Knetemann | Joop Zoetemelk      | Bert Oosterbosch        |
| 1982                            | Gerrie Knetemann | Gert Frank          | René Pijnen             |
| 1983                            | ej avhållet      | ej avhållet         | ej avhållet             |
| 1984                            | Gert Frank       | Hans Känel          | Constant Tourné         |
| 1985                            | Danny Clark      | Constant Tourné     | René Pijnen             |
| 1986                            | Danny Clark      | Constant Tourné     | Tony Doyle              |

| År                     | Vinnare            | Tvåa                  | Trea               |
| 1987                   | Constant Tourné    | Danny Clark           | Uwe Bolten         |
| 1988                   | Constant Tourné    | Laurent Biondi        | Roman Hermann      |
| 1989                   | Luc Colijn         | Danny Clark           | Ad Wijnands        |
| 1990                   | Danny Clark        | Constant Tourné       | Roland Günther     |
| 1991                   | Constant Tourné    | Laurent Biondi        | Luc Colijn         |
| 1992–1999              | ej avhållet        | ej avhållet           | ej avhållet        |
| UEC:s europamästerskap |                    |                       |                    |
| 2000                   | Jimmi Madsen       | Stefan Steinweg       | Matthew Gilmore    |
| 2001                   | Matthew Gilmore    | Robert Slippens       | Jimmi Madsen       |
| 2002                   | Matthew Gilmore    | Franz Stocher         | Gerd Dörich        |
| 2003                   | Bradley Wiggins    | Steven De Neef        | Robert Slippens    |
| 2004                   | ej avhållet        | ej avhållet           | ej avhållet        |
| 2005                   | Aleksej Sjmidt     | Konstantin Ponomarjov | Christian Grasmann |
| 2006                   | Iljo Keisse        | Matthé Pronk          | Stefan Löffler     |
| 2007                   | Matthé Pronk       | Iljo Keisse           | Jos Pronk          |
| 2008                   | Matthé Pronk       | Aleksej Markov        | Michael Mørkøv     |
| 2009                   | Kenny De Ketele    | Matthé Pronk          | Roger Kluge        |
| 2010                   | ej avhållet        | ej avhållet           | ej avhållet        |
| 2011                   | Peter Schep        | Jeff Vermeulen        | Manuel Cazzaro     |
| 2012                   | Davide Viganò      | Jesper Mørkøv         | Peter Schep        |
| 2013                   | Elia Viviani       | Theo Reinhardt        | Marco Coledan      |
| 2014                   | Jesper Mørkøv      | Achim Burkart         | Andreas Graf       |
| 2015                   | Kenny De Ketele    | Davide Viganò         | Jesper Asselman    |
| 2016                   | Casper von Folsach | Jesper Asselman       | Andreas Graf       |
| 2017                   | Achim Burkart      | Christoph Schweizer   | Riccardo Minali    |
| 2018                   | Nick van der Lijke | Maikel Zijlaard       | Achim Burkart      |
| 2019                   | Achim Burkart      | Yoeri Havik           | Marcel Franz       |

#### Damer[14]
| År   | Vinnare       | Tvåa              | Trea        |
| 2019 | Marta Cavalli | Marit Raaijmakers | Romy Kasper |